# Grenze zwischen Nordkorea und Russland

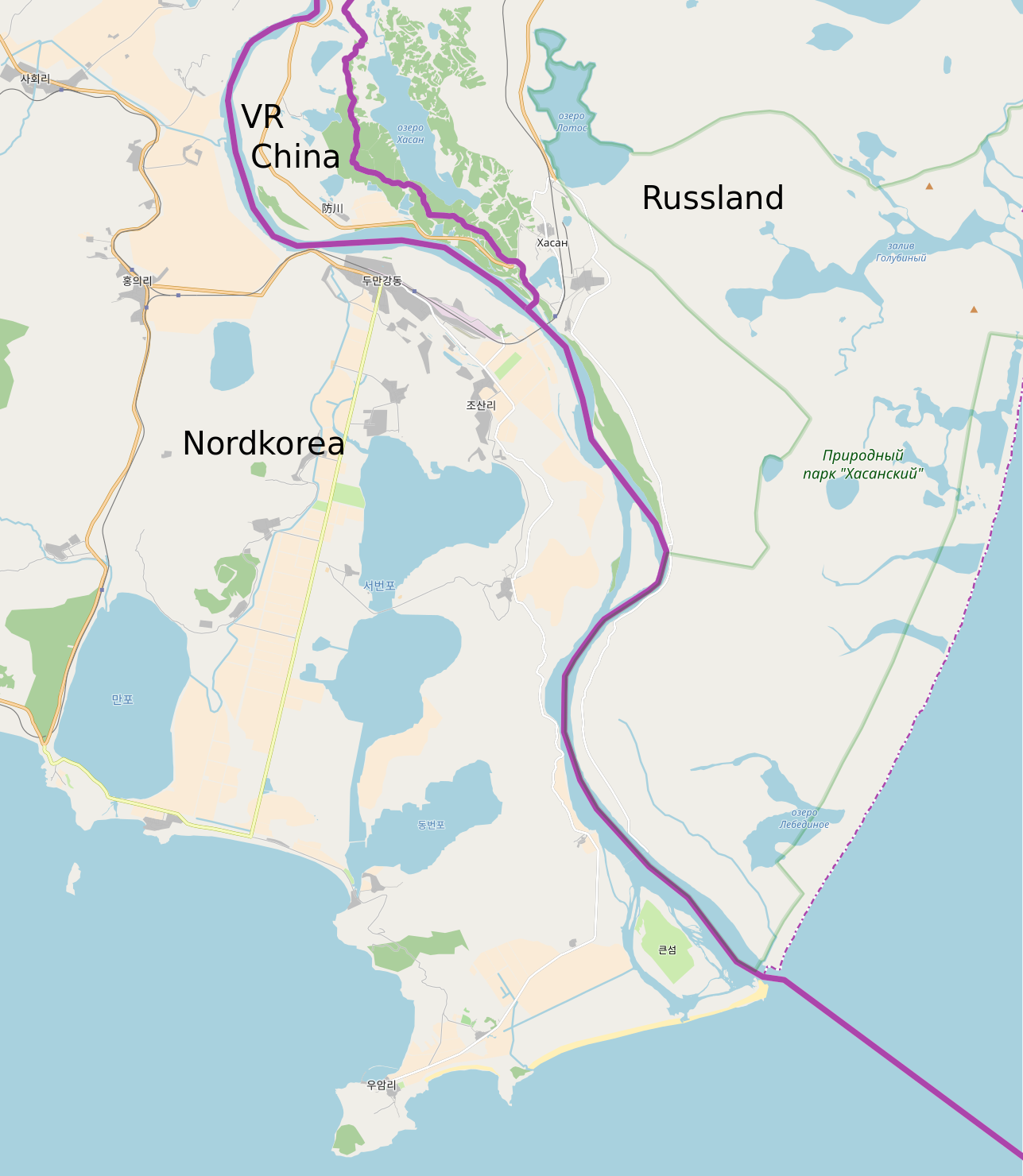
Die Grenze zwischen Nordkorea und Russland

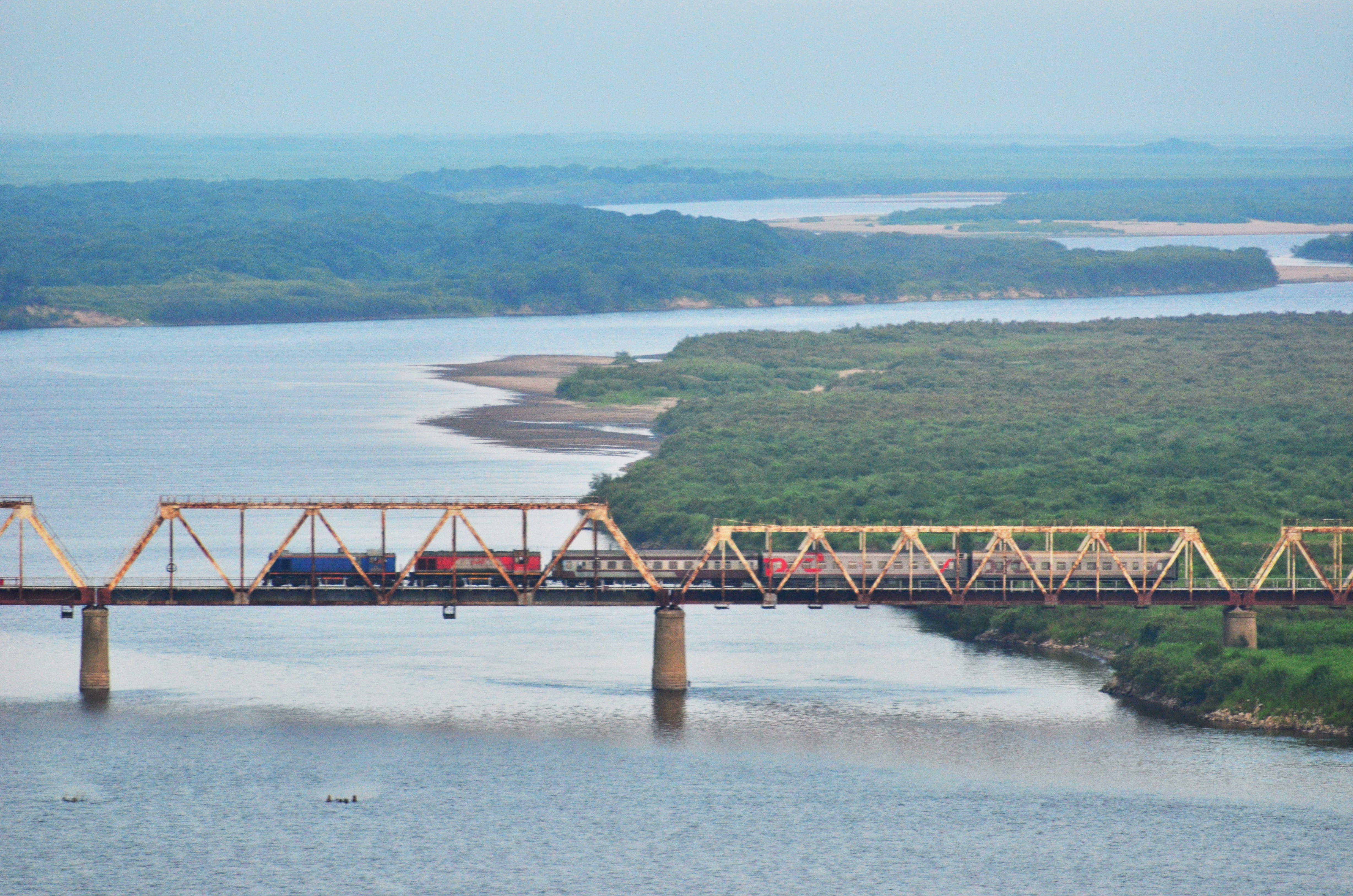
Die Eisenbahnbrücke Brücke der Freundschaft ist die einzige Landverbindung zwischen Nordkorea und Russland

Die Grenze zwischen Nordkorea und Russland befindet sich im Nordosten Nordkoreas. Sie ist eine von drei Landgrenzen Nordkoreas und die kürzeste internationale Grenze Russlands.

## Beschreibung
Die Landgrenze Nordkoreas zu Russland ist 17,3 km lang. Sie beginnt beim Dreiländereck mit der Volksrepublik China und endet im Osten am Pazifik. Der Grenzfluss ist der in diesem Abschnitt kurz vor seiner Mündung in den Ozean bis zu 500 Meter breite Tumen. 
Auf der russischen Seite befindet sich die Region Primorje, deren Hauptstadt Wladiwostok ist. Der grenznächste russische Ort ist die Siedlung Chassan. Auf der nordkoreanischen Seite der Grenze liegt das Gebiet der Hafenstadt Rasŏn.
Die Grenze wird von der Brücke der koreanisch-russischen Freundschaft im Zuge der Bahnstrecke Chassan–Rajin gequert, deren nördliches Ende in die Transsibirische Eisenbahn mündet. Eine Straßenverbindung gibt es nicht.